# Alexander Webster
Alexander Webster (Edimburgo, 1707-ibídem, 25 de enero de 1784) fue un escritor y ministro eclesiástico escocés, hijo de James Webster, otro ministro escocés. 
Tras recibirse como ministro eclesiástico con la autorización de la Iglesia de Escocia. En 1742 propuso que a las viudas de los ministros recibieran una pensión vitalicia. En 1744 tras haber estudiado detenidamente con Robert Wallace y Colin Maclaurin la prima a pagar para mantener a las viudas y huérfanos de los pastores estimó que para 1765 el fondo tendría 58.348 libras, llegado 1765 el fondo contaba con 58.347 libras. Lo calculó sabiendo que habían 930 pastores de los cuales morían 27 al año de estos, 18 dejaban viudas y de los 9 que no dejaban viudas, 5 dejaban huérfanos menores de 16 años. Estimo la esperanza de vida de las viudas y la probabilidad de que se volviesen a casar lo que llevaría a la pérdida de la pensión. Determino que cada pastor de su sueldo debía destinar 2 libras, 12 chelines y 1 penique al fondo para que la pensión fuese de 10 libras al año aunque tenían la posibilidad de pagar 6 libras, 11 chelines y 3 peniques para que la pensión fuese de 25 libras. Para reforzar sus propuestas, en 1748 publicó un libro llamado Calculations, el cual contenía todos los datos personales de los presbíteros escoceses para evaluar mediante cálculos actuariales la media aritmética de las edades de estos. En el mismo año de la propuesta de pensiones, escribió un borrador donde defendió al movimiento metodista. 
En 1755, el Gobierno escocés encargó a Webster el cometido de realizar el primer censo en Escocia, tarea que logró concluir ese mismo año. En 1753 fue seleccionado como Moderador de la Asamblea General de la Iglesia de Escocia; en 1771 fue ordenado deán de la Chapel Royal (Capilla Real) y en 1773 recibió el título de capellán real por parte del rey Jorge III. 